# Nový Svět (Slatina)
Nový Svět je vesnice, část obce Slatina v okrese Nový Jičín. Nachází se asi 1,5 km na východ od Slatiny. V roce 2009 zde bylo evidováno 39 adres. V roce 2001 zde trvale žilo 117 obyvatel.
Nový Svět leží v katastrálním území Slatina u Bílovce o výměře 7,46 km2.